# Ōtawara, Tochigi
Ōtawara (大田原市 (Đại Điền Nguyên thị) Ōtawara-shi) là một thành phố thuộc tỉnh Tochigi, Nhật Bản.